# Шарл Орлеански
Шарл, херцог Орлеански (на френски: Charles duc d'Orléans, 24 ноември 1394 - 5 януари 1465) е френски аристократ и военачалник, член на кралския Дом Валоа, един от първите велики поети на Франция.
Шарл е внук на крал Шарл V и син на херцог Луи Орлеански. Впоследствие синът му херцог Луи става през 1498 г. крал на Франция под името Луи XII.
През 1415 г. в битката при Азенкур попада в английски плен и 25 години е затворник в лондонския Тауър. През 1440 г. за него е платен откуп и той се завръща в родината си. След пристигането му в Орлеан се провежда всенароден празник. Според някои източници след 25-годишен плен той е знаел по-добре английски, отколкото френски език.

## Дворът в Блоа
Шарл събира при двора си много поети, включително там пребивава, макар и за кратко Франсоа Вийон, който участва в конкурса на поетите на тема „Пред извора от жажда ще умра“ зададена от херцога.
Шарл е майстор на балади (написал е 131 балади), рондо (около 400) и песни. Твори, освен на френски език, и на превърналия се за него като втори роден език — английския.

## Брак и потомство
Жени се три пъти
1.∞ от 1406 за Изабел дьо Валоа (* 1389, † 1409), дъщеря на краля на Франция Шарл VI Безумния и Изабо Баварска, в първия си брак с Ричард II –  кралица на Англия, от която има една дъщеря:
- Жана Орлеанска (* 1409, † 1432); ∞ за Жан V дьо Валоа Добрия (* 1409, † 1476), херцог на Алансон

2. ∞ 1410 за Бона д’Арманяк (* 1392/1399, † сл. 1415), дъщеря на граф Бернар VII д’Арманяк и Бона Берийска, от която няма деца.
3. ∞ 1441 за Мария Клевска (* 1426, † 1487), дъщеря на Адолф I, херцог на Клев и Мария Бургундска, от която има 2 дъщери и един син:
- Мария Орлеанска (* 1457, † 1493); ∞ за Жан дьо Фоа († 1500), граф на Етамп, виконт на Нарбон;
- Луи XII Орлеански (* 1462, † 1515), херцог на Орлеан (Луи II), крал на Франция (от 1498 г.);
- Ана Орлеанска (*1464, † 1491), игументка на Фонтевро.